# フレミングの左手の法則

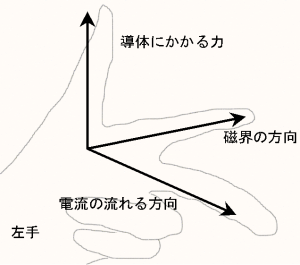

フレミングの左手の法則（フレミングのひだりてのほうそく、英: Fleming's left hand rule）は、ジョン・フレミングが考案した電磁気現象の記憶法で、磁場中の導体に電流が流れるときにその導体に力（ローレンツ力）が作用する現象において、磁場と電流と力の向きの関係を左手の指で示す方法である。

## 内容
フレミングの左手の法則は、以下の物理量の方向の関係を図式化したものである。
(磁場に関する)ローレンツ力F は、磁場 をB 、 電荷量q の荷電粒子の 速度 をv とすると、
{\displaystyle {\boldsymbol {F}}=q({\boldsymbol {v}}\times {\boldsymbol {B}})}　
で表される。ここで、× はクロス積である。
また、電流I の流れる導体が磁場から受ける単位長さ辺りの力（アンペール力）は、
{\displaystyle {\boldsymbol {F}}'={\boldsymbol {I}}\times {\boldsymbol {B}}}　
と表される。

### フレミングの左手の法則
左手の中指と人差し指と親指を立て、互いに直交する(90度に交わる)関係にしたとき、
中指電流の方向。荷電粒子の場合、これは qv の方向であり、電荷が負の場合は速度と逆の方向である。
人差し指磁場の方向。
親指導体または荷電粒子が受ける力の方向。

## 覚え方
フレミングが考案した英語による原形では、
- 中指（seCond finger） -- 電流（Current）
- 人差指（First finger） -- 磁場（Field）
- 親指（THuMb） -- 推力（THrust） あるいは導体の動き（Motion of the conductor）

と、指の名称と対応させて覚えるものだった。
日本語では、それぞれの頭文字をとって中指から電・磁・力、あるいは親指から、ドラマなどで馴染みのある米連邦捜査局の頭文字と同じFBIなどという覚え方があるが、どちらの指から始まるのかを別に覚える必要があり、親指が一般に最も力の強い指なので、親指＝力などと覚える。
これは電流の発生によって導体に働く力が発生する現象を示しているが、これの逆の電磁誘導の法則としてフレミングの右手の法則があり、右と左のどちらがどちらの覚え方かなどについてはそちらを参照のこと。